# (5981) Crésilas
(5981) Crésilas, désignation internationale (5981) Kresilas, est un astéroïde de la ceinture principale.

## Description
(5981) Crésilas est un astéroïde de la ceinture principale. Il fut découvert par Cornelis Johannes van Houten et Tom Gehrels le 24 septembre 1960 à l'observatoire Palomar. Il présente une orbite caractérisée par un demi-grand axe de 2,76 UA, une excentricité de 0,22 et une inclinaison de 10,328° par rapport à l'écliptique.
Il fut nommé en hommage à Crésilas, sculpteur grec du Ve siècle av. J.-C.

## Compléments